# 弗拉特里弗鎮區 (北卡羅萊納州珀森縣)
弗拉特里弗鎮區（英語：Flat River Township）是位於美國北卡羅萊納州珀森縣的一個鎮區。

## 地方資料
弗拉特里弗鎮區的面積為118.10平方千米，皆為陸地。根據2020年美國人口普查的數據，當地共有人口7503人，而人口密度為每平方千米63.53人。